# Червленська волость
Червленська волость — адміністративно-територіальна одиниця Лебединського повіту Харківської губернії.
На 1862 рік до складу волості входили:
- слобода Червлене;
- слобода Руське Червлене;
- слобода Простайлів;
- слобода Курган;
- слобода Азак;
- слобода Кам'яне;
- слобода Бобрик;
- слобода Боровенька;
- слобода Влізьки;
- слобода Лиханівка;
- слобода Новотроїцька.

Найбільше поселення волості станом на 1914 рік:
- село Червлене — 2074 мешканці;
- село Курган — 1136 мешканців.